# 450390 Pitchcomment
450390 Pitchcomment este o planetă minoră (asteroid) din centura de asteroizi. A fost descoperită pe 8 august 2005 la Vicques⁠(d) de Michel Ory⁠(d). 
Obiectul prezintă o orbită caracterizată de o semiaxă mare de 2,1834819633755 UAi, o excentricitate de 0,21, o înclinație de 3,8 ° în raport cu ecliptica.